# Дамјан Печерски
Дамјан Целебник или Дамјан Печерски (умро између 1062. и 3. маја 1074. године) - јеромонах Кијевопечерског манастира.
Руска православна црква га поштује у чину светитеља, празнује га 28. септембра (по јулијанском календару): и 5. октобра (Сабор преподобних отаца Кијево-Печерских Печерских пећина) . Житије светог Дамјана написао је Нестор Летописац као део житија светог Теодосија Печерског. Такође се налази у свим верзијама Кијево-Печерског патерикона, почевши од најстаријих.

## Печерски патерикон
Дамјан је дошао у Кијево-Печерски манастир за време кад је игуман био монах Теодосије. Према Житију постао његов ученик и, , „ревносно подражавао ангелски живот и све врлине преподобног оца и учитеља свога“. Дамјан је наметнуо себи строги пост – до смрти је јео само хлеб и воду, а ноћи проводио у молитви и читању Светог Писма. Житије преноси да је имао дар исцељења и када је болесник доведен у манастир, „Теодосије је заповедио блаженом Дамјану да се помоли над болесником“.
Живот преноси да се Дамјан, када се разболео пре смрти, обратио Богу са молитвом да њему и Теодосију подари место у Царству небеском. У одговору на његову молитву јавио му се анђео у лику Теодосија и рекао: „Испуниће се твоја молба: бићеш прибројан светима Његовим и пребиваћеш са њима у Царству Господа Небеског".
Извори из 19. века говоре да је Дамјан умро окружен печерским монасима 5. октобра 1071. године и да је сахрањен у Блиским (Антонијевским) пећинама Кијево-Печерског манастира. Православна енциклопедија наводи да је у литератури прихваћен датум Дамјановог упокојења, 1071. година, неоснован, а време светитељеве упокојења одређено је периодом игуманства манастира Светог Теодосија.